# Anna Laromaine
Anna Laromaine Sagué (Cassá de la Selva, 1978) es una investigadora, inventora y química española especializada en bionanotecnología, ha colaborado en el desarrollo de un sensor para la detección precoz de tumores cancerígenos. Es doctora en Química por la Universidad Autónoma de Barcelona, donde recibió el premio a la mejor tesis de 2007. Trabaja como investigadora en el Instituto de Ciencia de Materiales de Barcelona (ICMAB), y es cofundadora de la empresa OsmoBlue. Figura como inventora en 5 patentes registradas en la Oficina de Patentes y Marcas Registradas de los Estados Unidos (USPTO, por sus siglas en inglés).

## Trayectoria
Se licenció en Química por la Universidad de Gerona en 2000 y se doctoró en el ICMAB de la Universidad Autónoma de Barcelona (UAB) con la calificación suma cum laude en 2005. Su tesis, titulada Nuevos derivados del orto-carborano que incorporan S, Se, N y P. Reactividad y propiedades supramoleculares, trata sobre la síntesis de carboranos para catálisis y terapia médica. En 2016, obtuvo un Master en Administración de Empresas (MBA) en la Universidad Pompeu Fabra (UPF). Después de doctorarse, ha realizado estancias como investigadora en diversas instituciones internacionales.
Entre 2005 y 2008, Laromaine ha realizado su labor de investigación en el Imperial College London con la profesora Molly Stevens. Allí colaboró en el desarrollo de un sensor para la detección precoz de tumores cancerígenos basado en nanopartículas de oro y péptidos. En 2006, investigó en el Korea Research Institute of Bioscience & Biotechnology centrándose en el estudio de la interacción entre los nanotubos de carbono y las proteínas.
En 2008, continuó su labor investigadora en el Instituto Tecnológico de Massachusetts (MIT) en Cambridge en Estados Unidos, en la creación de sensores que evalúen medicamentos o localicen dianas sobre las que un fármaco pueda actuar. Ese mismo año, le concedieron una beca del Programa Fulbright para una investigación postdoctoral en "Nanopartículas oligosacaridas: Sistemas de control a nano escala" en la Universidad de Harvard. Allí también desarrolló cultivos celulares tridimensionales en papel y trabajó con microfluidica y el nematodo Caenorhabditis elegans.  
En 2011, regresó a Barcelona y comenzó a trabajar como investigadora en el ICMAB del Consejo Superior de Investigaciones Científicas (CSIC) en los campos de la Ciencia de Materiales, la Biología Química y la Nanotecnología. Un año después, en 2012, Laromaine inició el proyecto OsmoBlue con la doctora Elodie Dahan, que fue seleccionado por el Fondo de Emprendedores de la Fundación Repsol. En 2013, ambas crearon en Suiza la empresa OsmoBlue, cuya tecnología patentada se basa en un proceso de ósmosis por presión retardada que convierte el calor a baja temperatura en electricidad.
Sus investigaciones se centran en los composites basados en celulosa bacteriana, la evaluación de nanopartículas en diferentes entornos y la síntesis de nanopartículas y nanoestructuras.

## Reconocimientos
Entre sus reconocimientos, destacan varios premios como el fem.talent que valora la capacidad de divulgación y el premio Reach out! que otorga la Sociedad Europea de Investigación en Materiales junto al ICMAB. Además, Laromaine fue premiada en 2016 con una beca de investigación en la XI edición de los premios L'Oréal-UNESCO a Mujeres en Ciencia.